# Cuprita
A cuprita é um mineral do grupo dos óxidos. Quimicamente é um óxido cuproso de cor vermelha que pode se apresentar alterado superficialmente em malaquita verde. A variedade calcotriquita toma aspecto de agregado de cristais capilares largos, semelhante a uma cabeleira.

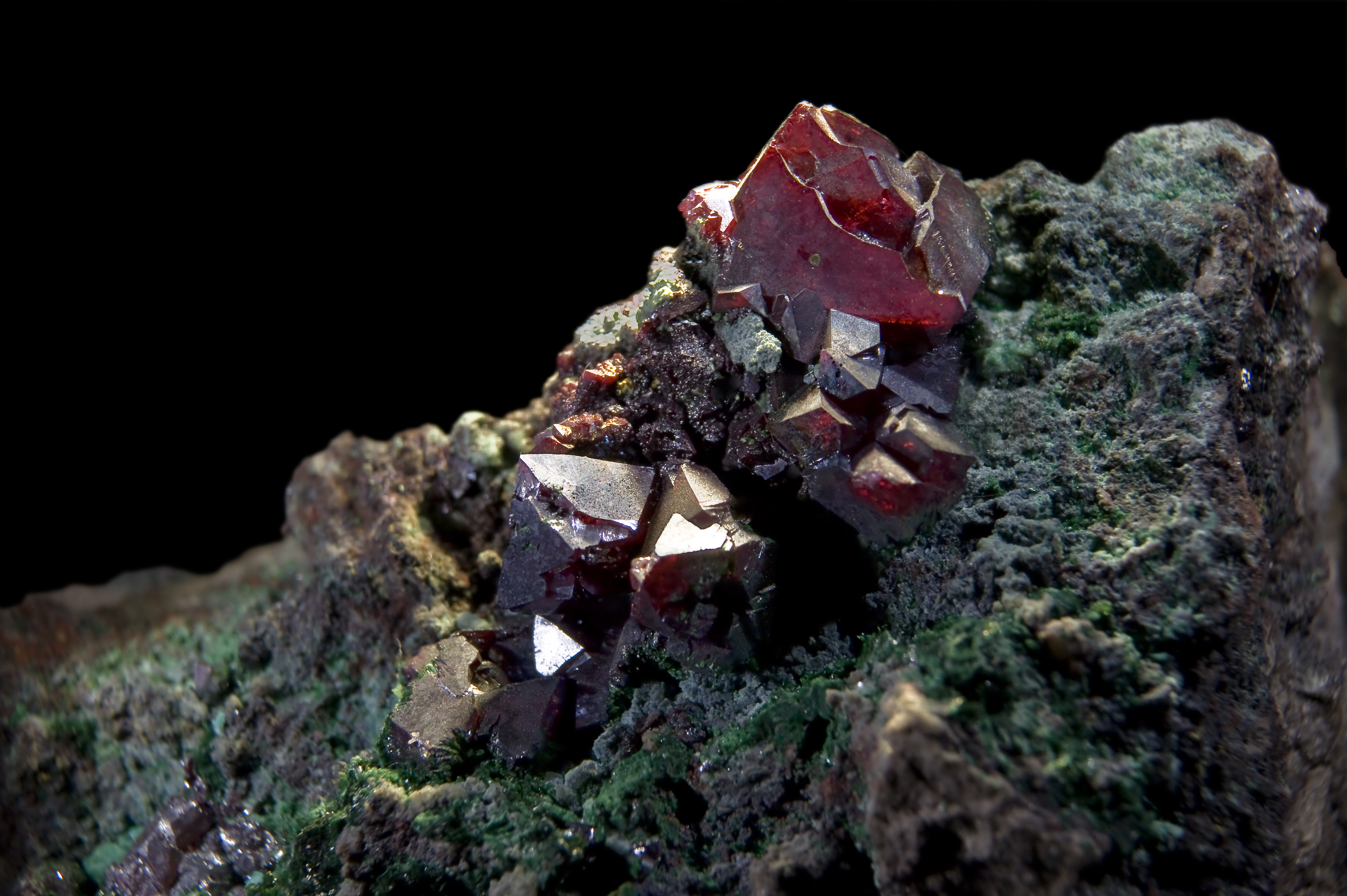
Cuprita

## Características
●Fórmula Química - Cu2O
●Composição - Óxido de cobre. 88,8% de Cu, 8,2% de O
●Cristalografia - Isométrico
●Classe - Hexaoctaédrica
●Propriedades ópticas - Mineral isotrópico
●Hábito -   Maciça ou de cubos, octaedros e mais raramente dodecaedros modificados
●Dureza - 3,5 - 4
●Densidade relativa - 5,8 - 6,1
●Brilho - Brilho não-metálico
●Cor - Vermelho a carmim
●Associação - Pode estar associada a malaquita e azurita.
●Propriedades diagnósticas - Traço avermelhado, fusível com chama verde, solúvel em H2SO4 puro, hábito.
●Ocorrência - Gerado na superfície por alteração de outros minerais de cobre, especialmente malaquita, azurita, cobre nativo e crisocola.
●Usos - Mineral de minério de Cu de importância secundária, uma vez que não ocorre em grande quantidade. 